# Zubni konac
Zubni konac ili Zubna svila rabi se za čišćenje prostora između zubi od plaka, bakterija i ostataka hrane. Stomatolozi preporučuju dnevnu uporabu zubne svile kao komplementarni alat za čišćenje zubi. Primjena sprječava posebno nastanak karijesa kao i parodontitisa.
Zubni konac moze biti impregniran s fluorom ili okusom peperminta. Može biti obložen i voskom kako bi lakše klizio površinom zuba.
Zubna svila važan je dodatak za uklanjanje plaka, jer četkicom za zube samo 70% zuba površine može biti očišćena.